# Body фотоаппарата

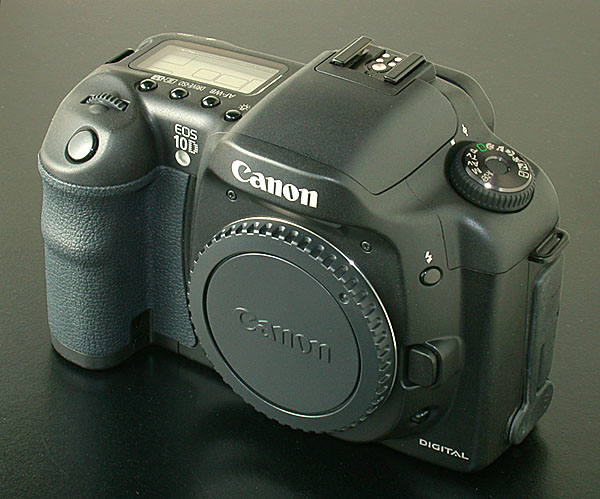
Вариант поставки «body» цифрового зеркального фотоаппарата с несменным видоискателем

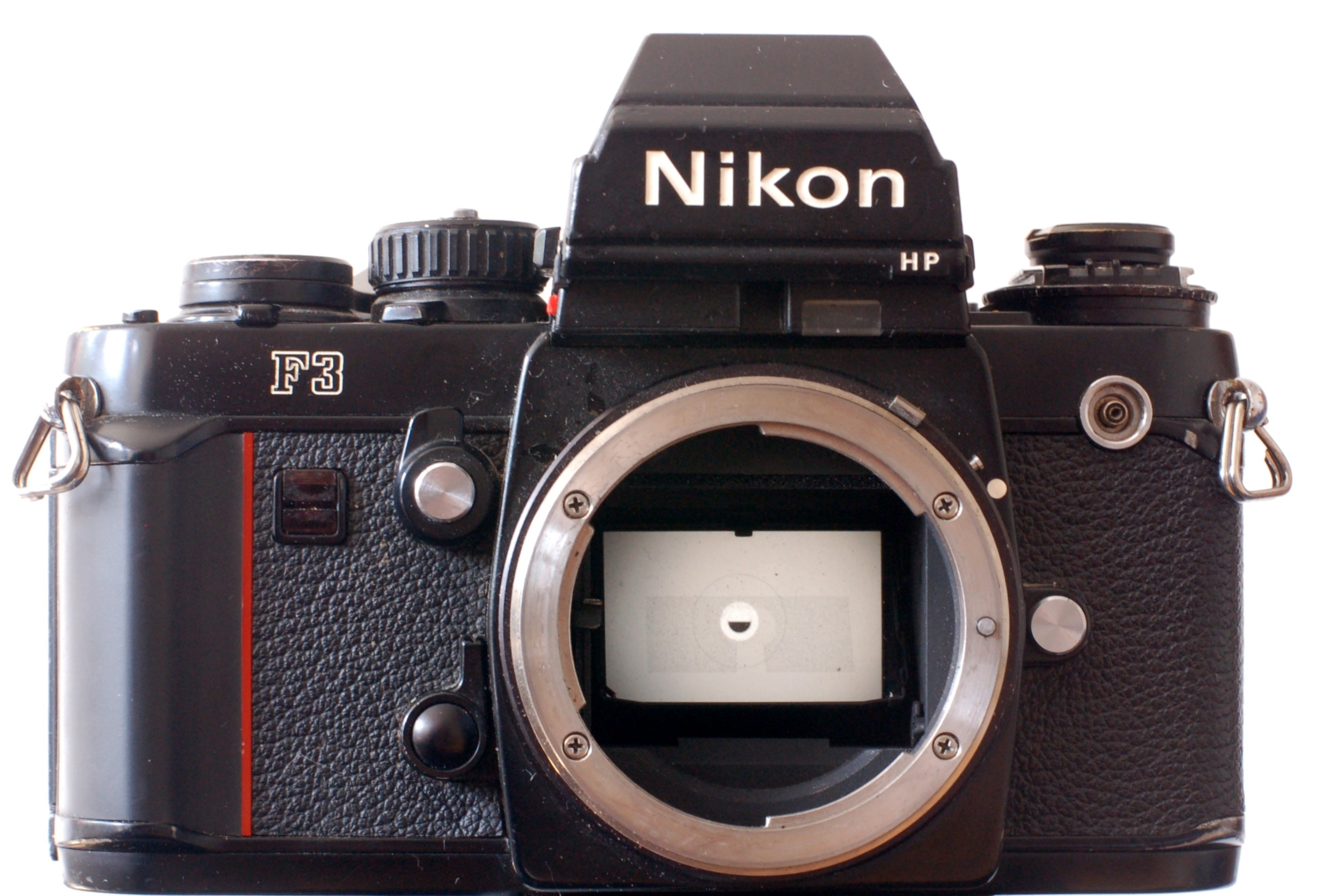
Корпус фотоаппарата «Nikon F3 HP». В комплект входят задняя крышка, штатный сменный фокусировочный экран и видоискатель DE-3. Последний определяет название модели «HP»: при комплектации пентапризмой DE-2 камера называется просто Nikon F3

Бо́ди (от англ. body — тело)  — фотоаппарат без объектива, на сленге фотографов «тушка». При наличии сменных видоискателя, фокусировочного экрана и задней крышки их штатная разновидность также входит в комплект корпуса. Для профессиональных фотоаппаратов — основной вариант поставки, рассчитанный на пользователей, уже имеющих комплект оптики и принадлежностей.

## Комплектация
Без объектива продаются плёночные и цифровые однообъективные зеркальные и дальномерные фотоаппараты, а также беззеркальные цифровые камеры. В некоторых случаях наличие в комплекте того или иного типа видоискателя влияет на название модели или модификации корпуса, что отражается на маркировке упаковочной коробки. Например, корпуса фотоаппаратов серии Nikon F (в том числе F2 и F3) в зависимости от типа установленной пентапризмы считаются разными моделями. В случае фотоаппарата Nikon F4 модель корпуса зависит от типа батарейной рукоятки, входящей в комплектацию. Аналогично, корпус фотоаппарата Canon EOS-1N называется таким образом без батарейной рукоятки. С бустером PDB-E1 корпус получает наименование Canon EOS 1N HS. Для 35-мм плёночных и неразъёмных цифровых фотоаппаратов этот вариант комплектация обычно включает:
- корпус со штатными фокусировочным экраном, видоискателем и стандартной задней крышкой (для плёночных фотоаппаратов со сменными видоискателем и крышкой);
- руководство пользователя;
- программное обеспечение и руководство к нему (главным образом, для цифровых камер);
- ремень для ношения камеры;
- предохранительная заглушка байонета;
- оригинальный аккумулятор или комплект батареек (например, формата AA);
- зарядное устройство для штатного аккумулятора;
- соединительные провода;

## Kit
В отличие от профессиональной фототехники, рассчитанной на конкретный сегмент рынка, для любительской системной аппаратуры основным вариантом поставки считается «kit» (от англ. «набор»), предусматривающий наличие недорогого объектива. Большинство объективов, входящих в такую комплектацию, относятся к простейшим и наиболее дешёвым. Для фотолюбителей такой вариант более предпочтителен, поскольку штатный объектив профессионального уровня по стоимости сопоставим с самим корпусом.
В вариантах поставки «Kit» или «Double-kit» к камере, помимо перечисленного, прилагается кит-объектив или пара кит-объективов разных диапазонов фокусных расстояний. Такой комплект, в отличие от «Body», полностью готов к съемке сразу после покупки. В качестве основного чаще всего используется объектив переменного фокусного расстояния с диапазоном 18-55 мм (3-кратный зум) и светосилой 3.5-5,6. Намного реже в наборе идут объективы 18-105 мм (б-кратный зум), а порой и 18-200 мм (11-кратный зум). Некоторые производители выпускают несколько «китовых» комплектаций с объективами различного класса. При этом тип объектива, входящего в комплект, обязательно указывается на упаковочной коробке.

Среднеформатные камеры высшего класса могут продаваться вообще без принадлежностей, поскольку стоимость каждого элемента очень высока. Так, корпус фотоаппаратов Hasselblad, Mamiya и Bronica может продаваться без объектива, видоискателя и кассет.